# Дредноут (линеен кораб, 1906)
Дредноут (на английски: HMS Dreadnought, „Неустрашим“) е британски линеен кораб (линкор), който извършва революция във военноморското дело, родоначалник на нов подклас линейни кораби „дредноутен тип“, наречени така в негова чест. Шестият кораб на Кралския флот, който носи това име.
„Дредноут“ става първият в света кораб, при построяването на който е реализиран т.нар. принцип „all-big-gun“ („само големи оръдия“) – в състава на неговото въоръжение има десет 305-мм оръдия и липсват оръдия от средния калибър. „Дредноут“ също става и първият в света линкор с паротурбинна силова установка, осигуряваща му много високата за онези времена скорост от 21 възела. За сметка на преимуществото си по скорост новият линкор може да избира изгодна му дистанция на бой и благодарение на големия брой 305-мм оръдия има неоспорими тактически преимущества пред броненосците от онова време. Заедно с това броневата защита на „Дредноут“ на места е по-слаба, отколкото при заложените преди него броненосци от типа „Лорд Нелсън“.
Строителството на „Дредноут“ става значително събитие в корабостроенето. След появата на „Дредноут“ всички водещи морски държави в света започват да строят линейни кораби, подобни му и имащи основно въоръжение от еднокалибрени оръдия. По името на своя прародител тези кораби получават нарицателното име „дредноути“. Гонката в морските въоръжения преди Първата световна война води до появата на „свръхдредноутите“ с въоръжение от 343-мм и 381-мм оръдия. На техния фон „Дредноут“ изглежда вече откровено слаб, за това в Ютландското сражение – най-голямото през Първата световна война – прародителят на класа се намира във „втората линия“ и не взема участие в боя.
Единственото бойно достижение на „Дредноут“ става успешното тараниране на германската подводница „U-29“, която е командвана от аса подводничар Ото Вединген, в началото на войната, който за един ден потопява три британски броненосни крайцера: „Абукир“, „Креси“ и „Хог“. След завършването на войната остарелият „Дредноут“ е изведен в резерва и скоро е разкомплектован за метал.

## Предистория
Създаването на линейния кораб „Дредноут“ е тясно свързано с името на адмирал Джон Фишър. От 13-годишен той служи във флота, изминавайки пътя от низините до върха на британската военноморска йерархия. От януари 1862 до март 1863 г. Фишър служи като артилерийски инструктор на „Екселенте“ – главният артилерийски учебен кораб на британския флот. От 1867 г. той служи като артилерийски офицер по корабите на британския флот, занимавайки се с усъвършенстването на минно-торпедното въоръжение, разработвайки различни устройства и ръководства за тяхното използване.
Започвайки от 1876 г. Фишър командва ред кораби на Кралския флот. През януари 1881 г. той влиза в командването на гордостта на британския флот – най-новият броненосец „HMS Inflexible“. Проектираният от главния строител на флота, Натаниел Барнаби, кораба страда от силно люлеене. За отстраняването на този недостатък е прието решението да се постави успокоител на люлеенето, действащ за сметка на преместването на големи маси вода в специални цистерни от борд на борд в противофаза с люлеенето. Работите по това ръководи младият корабен инженер Филип Уотс.
Уотс и Фишър бързо намират общ език и, обсъждайки перспективите за флота, издигат идеята за създаване на броненосец, въоръжен с четири двуоръдейни кули с 406-мм оръдия (по това време най-мощните кораби имат две двуоръдейни кули). Разположението на кулите е резултат от синтез на схемите за разположение на кулите при „Девастейшън“ и „Инфлексибъл“ – по една кула е разположена в краищата, както при „Девастейшън“, и още две – диагонално по бордовете, както е на „Инфлексибъл“. Разчетната водоизместимост на кораба трябва да състави 16 000 т.
Главният конструктор на флота Натаниел Барнаби разкритикува проекта, коментирайки, че толкова гигантски кораб ще е прекомерно скъп за построяване, а неговите осем оръдия могат да стрелят само в тесен 20-градусов сектор по траверса. Според представите от онова време, залагащи на тарана, кораба трябва да има възможност да води силен носов огън. По краищата, в проекта на Фишър – Уотс, могат да действат само от четири до шест оръдия. Освен това скорострелността на оръдията по това време прави самата идея за създаване на такъв свръхскъп кораб безсмислена. Времето за създаването на голям броненосен кораб, въоръжен с голям брой еднородни голямокалибрени оръдия, още не е дошло.
През 1891 г. Фишър става контраадмирал, след това началник на морската артилерия, след това – трети морски лорд – главен инспектор на флота и командващ флота в Източна Индия. Той се отличава с кипяща енергия, ум, решителност, настойчивост, самодисциплина. Той печели приятели и съмишленици, сред тях са Чарлз Мейдън, Реджиналд Бейкън, Пърси Скот, Джон Джелико, Александър Грейси, Филип Уотс, Артър Уилсън. Стремителната кариера и прямотата му способстват и за появата на лагер от противници, най-влиятелен сред които е лорд Чарлз Бересфорд – адмирал аристократ. През 1899 г. Фишър е назначен на престижния пост командващ на Средиземноморския флот.
Типичният британски броненосец през 1890-те години има въоръжение от четири 305-мм и дванадесет 152-мм оръдия. В същото време очакваната дистанция на стрелба по време на бой съставлява 2000 ярда (1800 м), тъй като няма отработена система за управление на стрелбата, а оптичните прицели са неефективни. Бързото развитие на торпедното оръжие води до необходимостта да се увеличава дистанцията на артилерийския бой между броненосните кораби на противниците – броненосецът трябва да има възможността чрез артилерийски огън да попречи на излизането за торпедна атака на вражеските миноносци. От 1898 г. Средиземноморският флот започва да практикува стрелба на големи дистанции. Работите в тази посока са продължени по време на командването на Средиземноморския флот от адмирал Фишър в периода 1899 – 1902 г. Под негово ръководство средиземноморският флот отработва стрелба на дистанции от 25 – 30 кбт (4600 – 5500 м). Значителен принос в развитието на артилерийската стрелба има и Пърси Скот. Под неговото командване крайцерът от 2-ри ранг на Средиземноморския флот „Сцила“ достига на стрелбите резултат от 80% попадения вместо обичайните 20%. През 1902 г. той повтаря своя успех на крайцера „Терибъл“. През 1903 г. Пърси Скот е назначен за командващ Артилерийската школа на остров Уейл и се опитва на научна основа да разработи способи за водене на огън на големи дистанции.
От 1901 г. практиката за стрелба на далечни дистанции става постоянна, и към 1903 г. очакваната дистанция на стрелба нараства до 3000 ярда (2700 м). По време на експериментални стрелби в Средиземно море на дистанция 5000 – 6000 ярда (4500 – 5400 м) е изработена методика за насочване по плясъците от попаденията във водата на снарядите. С помощта на далекомер се определя началната дистанция до целта и се поставят първоначалните ъгли на насочване на оръдията. Осъществява се изстрелът, а наблюдател следи плисъка от падащия снаряд и внася поправки в ъглите на вертикално и хоризонтално насочване на оръдията. Наблюдателят трябва да се намира колкото е възможно по-високо – отначало се разполага на самия връх на надстройката, а след това на фор-марса. Изисква се и предаване на данните от коректировчика към оръдията, за това без специално разработена система огънят се води достатъчно бавно. През септември 1903 г. Съветът на Адмиралтейството санкционира експериментални стрелби, проведени от броненосците „HMS Venerable (1899)“ на Средиземноморския флот и „HMS Victorious (1895)“ от Флота на Канала. Съвместният доклад на двете комисии е предоставен през май 1904 г. Комисиите по ред въпроси не успяват да достигнат до общо мнение, но са на едно мнение, че при коригиране на огъня по плясъците и наличие на съответна система за управление на стрелбата ефективна стрелба може да се води на дистанции до 8000 ярда (7200 м). Комисията на „Венерабъл“ достига до извода за това, че насочването е възможно само при централизирано водене на огъня. Всички оръдия трябва да се насочват и да произведат изстрел едновременно, а не индивидуално, както дотогава.
Еднозначен извод е и това, че на далечна дистанция 152-мм оръдия стават неефективни, тъй като не могат да пробият бронята на броненосеца на противника. Също така те създават смущения при коригиране на огъня, тъй като плисъците от 152-мм снаряди се смесват с тези на снарядите от главния калибър. Първоначалното решение е да се увеличи калибърът на спомагателната артилерия. Най-радикалното решение изглежда отказа от спомагателната артилерия в полза на единен главен калибър. При проектирането на броненосците от типа „Лорд Нелсън“ са разглеждани ред варианти с единно въоръжение от дванадесет и даже шестнадесет 254-мм оръдия. Конструкторът Нарбет предлага за сметка на неголямо увеличение на водоизместимостта да се поставят на новия кораб дванадесет 305-мм оръдия. Но така и не се решават да поставят единен калибър на новия броненосец, и на „Лорд Нелсън“ се ограничават с увеличение на калибъра на спомагателната артилерия до 234-мм.
Към началото на XX век основната тактика за използване на броненосците се счита линейният бой. Броненосците се построяват в линия и се движат на паралелен курс спрямо линията на броненосците на противника, обстрелвайки корабите, намиращи се срещу тях. За важно тактическо преимущество ред флотоводци считат възможността да се „постави чертичката над Т-то“ – да се изпревари колоната на противника и се излезе на неин пресичащ курс. При това пълният бордов огън на собствените кораби ще бъде концентриран по главния кораб на противника, който може да отговаря на него само с огъня на своите носови оръдия. Тъй като на главния кораб като правило се намира и командващият на ескадрата, бързото му изваждане от строя може да доведе останалите кораби до объркване и да осигури спечелването на битката. При ръст на дистанциите на стрелба осъществяването на тази тактика е по-сложно, тъй като по-бавната ескадра може да се отклони встрани. Въпреки това Фишър продължава да смята преимуществото по скорост за важно, тъй като високата скорост позволява да се поддържа изгодна дистанция на бой, при която да се реализира преимуществото на залповата стрелба с главния калибър, когато противника няма възможност да използва своята спомагателна артилерия.
Междувременно идеи за построяване на еднокалибрен линкор се изказват и в други флотове по света. Главният конструктор на италианския флот Виторио Куниберти предлага да се построи линкор с единно въоръжение от 305-мм оръдия. Тъй като в италианския флот неговите идеи не са подкрепени, той публикува в британския сборник „Бойните кораби“ на Ф. Джейнс за 1903 г. статията „Идеалният кораб на британския флот“. В нея той предлага да се построи кораб с водоизместимост 17 000 т със скорост 24 възела и главен броневи пояс с дебелина 305 мм. Въоръжението е съставено от дванадесет 305-мм оръдия. Две двуоръдейни кули са разположени по краищата, и още две – по бордовете. Останалите оръдия се разполагат в бордови еднооръдейни кули. Статията предизвиква бурна дискусия сред британските офицери. Но независимо от това, че проектът въплъщава идеите на Фишър за бързоходен и добре въоръжен кораб, той е признат за прекалено екстравагантен, а неговата критика вероятно повлича след себе си и отказа на Адмиралтейството от използването на единен калибър за „Лорд Нелсън“.
В САЩ още през март 1902 г. в журнала на военноморския институт „Proceedings“ е публикуван проектът на лейтенанта Мат Х. Сигнора. В него се предлага въоръжение от две триоръдейни 305-мм кули и две бордови триоръдейни 254-мм. При обсъжданията на проекта експертът на флота по артилерия – професор П. Р. Елджер предлага вместо триоръдейни кули с разнороден калибър да се използват четири двуоръдейни 305-мм кули, което става едно от първите предложения за кораб с „all big gun“ (на български: само големи оръдия). Голяма роля в развитието на флота играе американският президент Рузвелт. На ежегодната конференция в Нюпорт, през лятото на 1903 г., е разгледан проектът на лейтенант-командер Х. С. Поундстоун с хексагонално разположение на шест двуоръдейни 280-мм кули. На проведените военноморски игри този кораб има превъзходство над три броненосеца от съществуващ тип. На конференцията е направен извод за необходимостта да се построи кораб с единен главен калибър, но не е определен самият калибър – 280-мм или 305-мм. В крайна сметка с подкрепата на ентусиаста в артилерийското дело лейтенант-командир У. С. Симс, американският президент Рузвелт е убеден да избере за новия проект на американски линкор, типа „Саут Каролайна“, единен калибър от 305-мм оръдия. Но работите по него вървят бавно и, макар проектирането да започва още през септември 1904 г., залагането на новия кораб е осъществено едва през 1906 г.

### Предварителни проекти
През август 1903 г. Фишър става командващ Флота на метрополията и пристига в Портсмът. Тук той поканва от Малта Хард, който става главен конструктор на Портсмътската корабостроителница. Фишър заръчва на Хард да разработи проекти за линейния кораб „Untakeable“ („Непристъпен“) и за броненосния крайцер – „Unapproachable“ („Недосегаем“). Водоизместимостта и на двата кораба е еднаква – 15 900 т. Линейният кораб, въоръжен с шестнадесет 254-мм оръдия, трябва да развива скорост от 21 възела. Броненосният крайцер с шестнадесет 234-мм оръдия трябва да развива скорост 25,5 възела. 254-мм оръдия са избрани от Фишър на основа аргументите на А. Нобъл, представени от него през 1902 г. Новите 254-мм оръдия обладават добра бронепробиваемост и отлична скорострелност, при това бидейки и по-леки от 305-мм оръдия. За това те могат да бъдат разположени или на кораби с по-малка водоизместимост, или при същата водоизместимост, увеличавайки броя оръдия в сравнение с броя на 305-мм оръдия.
| Проекти за HMS „Untakeable“, октомври 1904 г. | Проекти за HMS „Untakeable“, октомври 1904 г. | Проекти за HMS „Untakeable“, октомври 1904 г. |
|                                               | Вариант „A“                                   | Вариант „B“                                   |
| --------------------------------------------- | --------------------------------------------- | --------------------------------------------- |
| Водоизместимост, дълги тонове                 | 16 000                                        | 16 000                                        |
| Скорост, възела                               | 21                                            | 21                                            |
| Мощност на паромашинната установка, к.с.      | 30 000                                        | 30 000                                        |
| Въоръжение                                    | 8 × 2 – 254-мм                                | 4 × 2 – 305-мм                                |
| Брониране, мм                                 |                                               |                                               |
| главен пояс                                   | 254                                           | 305                                           |
| горен пояс                                    | 178                                           | 228,6                                         |
| барбети                                       | 254                                           | 305                                           |
| палуби                                        | 25,4 – 51                                     | 25,4 – 51                                     |

Eскизните проекти са предадени на хората от най-близкото обкръжение на Фишър. Най-голяма критика предизвиква изборът на главния калибър. Бейкън, Мейдън и Джонсън се изказват в полза на 305-мм оръдия за двата кораба. Аргументите на Бейкън се свеждат към това, че на голяма далечина скорострелността не играе важна роля, тъй като за коригиране на стрелбата по плясъците пак трябва да се чака падането на снаряда. Така решаващата роля играе не скорострелността, а могъществото на снарядите, което при 305-мм снаряд е по-голямо за сметка на по-голямата им маса. Под давлението на тези аргументи Фишър замисля избор на 305-мм оръдия, след което поръчва на Хард да изработи алтернативен вариант „B“ с 305-мм оръдия. През октомври 1904 г., при встъпването на Фишър в длъжността на Първи лорд на Адмиралтейството, той представя на кабинета на министрите обширна програма за реформиране на флота и проектите за броненосен крайцер и линкор „A“ и „B“. Двата варианта на линкора носят въоръжението си в двуоръдейни кули. По една кула има в носовата и кърмовата части, останалите са побордно.
Главният препъни камък на този етап е изборът на оръдията за главния калибър. Фишър и Уотс първоначално клонят към 254-мм оръдия. В крайна сметка на заседание на Съвета на флота през декември 1904 г. е прието решението за избор на калибъра 305 мм и за линкора, и за крайцера. Отчитайки старата идея на Фишър, заключаваща се в това, че бързоходният добре въоръжен крайцер ще измести от флота бъдещите линкори, поставянето на крайцера на унифицирани с линкорните оръдия, вероятно е решаващ за него аргумент. Освен това важна роля изиграват крайните резултатите от битката в Жълто море. Според тях стрелбата с 254-мм оръдия на далечна дистанция е призната за недостатъчно ефективна.
По заповед на Фишър на Отдела на главния строител през октомври 1904 г. е поръчано да разработи ред проекти за линкори с 305-мм оръдия. Точно тактико-техническо задание няма, за това са направени общи разчети за четири варианта с въоръжение от осем и дванадесет 305-мм оръдия, с бутални машини и 20 – 21-възлова скорост. В края на ноември отговорният за разчетите помощник на главния строител – Джон Нарбет ги представя на Фишър с коментара, че ефективността на силовата установка е необходимо да се повиши с 10%. За това следващите три проекта, всичките с осем и дванадесет 305-мм оръдия, са разгледани във варианти с бутални и турбинни установки.
| Варианти за бързоходен линкор, 26 ноември 1904 г. | Варианти за бързоходен линкор, 26 ноември 1904 г. | Варианти за бързоходен линкор, 26 ноември 1904 г. | Варианти за бързоходен линкор, 26 ноември 1904 г. |
|                                                   | А                                                 | В                                                 | С                                                 |
| ------------------------------------------------- | ------------------------------------------------- | ------------------------------------------------- | ------------------------------------------------- |
| Дължина × ширина, м                               | 140,2 × 24,8                                      | 130 × 25,1                                        | 125 × 25,3                                        |
| Водоизместимост, дълги тона                       |                                                   |                                                   |                                                   |
| с парна машина                                    | 16 500                                            | 15 750                                            | 15 000                                            |
| с турбини                                         | 16 000                                            | 15 350                                            | 14 700                                            |
| Скорост, възела                                   | 21                                                | 20                                                | 19                                                |
| Въоръжение                                        | 4 × 2 – 305-мм                                    | 4 × 2 – 305-мм                                    | 4 × 2 – 305-мм                                    |
| Схема                                             | Предполагаемият външен вид на вариант А           | Предполагаемият външен вид на вариант В           | Предполагаемият външен вид на вариант С           |

### Комитет по проектиране и проект на „Дредноут“
С помощ от Фишър и за облекчаване на прокарването на неговата идея, Съветът на Адмиралтейството на 6 декември 1904 г. учредява особен комитет по проектиране (на английски: Committee on Designs). Според замисъла на Фишър, колегиалното решение на поканените в комитета авторитетни специалисти трябва да намали неизбежната буря от критика и трудности по прокарването на проектите за новите кораби. Въпреки това за облекчаването на задачата Фишър се постарава да включи в състава на комитета свои поддръжници и съмишленици. Към 22 декември 1904 г. е утвърден съставът на комитета, в който влизат:
- Джон Фишър, председател;
- контраадмирал Луи Батенберг (началник на разузнаването на флота);
- контраадмирал-инженер Джон Дарнстън (главен инженер-механик на флота);
- контраадмирал Алфред Уинслоу (началник на торпедните сили на флота);
- кептън Хенри Джексън (инспектор на флота);
- кептън Джон Джелико (главен артилерист на флота[Коментари 1]);
- кептън Чарлз Мейдън (заместник на инспектора);
- кептън Реджиналд Бейкън (помощник на Първия морски лорд);
- Филип Уотс (главен строител на флота);
- лорд Келвин;
- професор Байлс (учен корабостроител, Глазгоуски университет);
- Джон Торникрофт, директор и собственик на едноименната корабостроителна фирма;
- Александър Грейси (директор на корабостроителната компания „Ферфилд“);
- Едмунд Фруд (началник на експерименталната база на Адмиралтейството);
- Уилям Хард (главен конструктор);
- Уилфри Хендерсън (секретар на комитета);
- Хенри Митчъл (помощник на конструктора и на секретаря на комитета)[16].

По мнение на историка Парсънс, Джон Фишър, изпълнявайки ролята на председател, официално не влиза в състава на комитета. Джон Нарбет формално не влиза в комитета, но се занимава с разработката на ескизните проекти. В задачите на комитета влиза изработката на тактико-техническите задания за новите кораби – линкори, крайцери, разрушители и подводни лодки. Формално решенията на комитета имат препоръчителен характер и за проекта официално отговаря главният строител на флота Филип Уотс. Всъщност мнението на комитета, формирано под управлението на Фишър, се възприема от главния строител като ръководство за действие.
Първото заседание на комитета се състои на 3 януари 1905 г. Фишър огласява решението на Съвета на флота, в което се казва, че бъдещият линкор трябва да има 21-възлова скорост и въоръжение от 305-мм оръдия. Броят на оръдията на главния и противоминния калибри трябва да е максимално голям. Линкора трябва свободно да се помества в доковете на основните бази на флота – Портсмът, Девънпорт, Гибралтар и Малта.
| Ескизни проекти на „Дредноут“                         | Ескизни проекти на „Дредноут“                       | Ескизни проекти на „Дредноут“                       | Ескизни проекти на „Дредноут“                       | Ескизни проекти на „Дредноут“                       | Ескизни проекти на „Дредноут“                       | Ескизни проекти на „Дредноут“                       |                  |
| Проект                                                | E                                                   | F                                                   | G                                                   | D                                                   | D1                                                  | D2                                                  |                  |
| ----------------------------------------------------- | --------------------------------------------------- | --------------------------------------------------- | --------------------------------------------------- | --------------------------------------------------- | --------------------------------------------------- | --------------------------------------------------- | ---------------- |
| Дата на проекта                                       | 4 януари 1905 г.                                    | 4 януари 1905 г.                                    | 4 януари 1905 г.                                    | 4 януари 1905 г.                                    | 4 януари 1905 г.                                    | 4 януари 1905 г.                                    | 4 януари 1905 г. |
| Дължина (между перпендикулярите) × ширина × газене, м | 167,6 × 25,9 × 8,2                                  | 161,5 × 25 × 7,9                                    | 167,6 × 25,9 × 8,2                                  | 158,4 × 25,6 × 8,2                                  | 152,4 × 25,3 × 8,2                                  | 152,4 × 25,3 × 8,2                                  |                  |
| Тип и мощност на ЕУ, к.с.                             | ПМ 27 500                                           | ПМ 25 000                                           | ПМ 27 500                                           | ПМ 23 500                                           | ПТ 23 000                                           | ПТ 23 000                                           |                  |
| Максимална скорост, възела                            | 21                                                  | 21                                                  | 21                                                  | 21                                                  | 21                                                  | 21                                                  |                  |
| Брониране                                             | Като на „Лорд Нелсън“ – пояс, кули и барбети 305 мм | Като на „Лорд Нелсън“ – пояс, кули и барбети 305 мм | Като на „Лорд Нелсън“ – пояс, кули и барбети 305 мм | Като на „Лорд Нелсън“ – пояс, кули и барбети 305 мм | Като на „Лорд Нелсън“ – пояс, кули и барбети 305 мм | Като на „Лорд Нелсън“ – пояс, кули и барбети 305 мм |                  |
| Въоръжение, ГК                                        | 12 × 305-мм                                         | 10 × 305-мм                                         | 12 × 305-мм                                         | 12 × 305-мм                                         | 12 × 305-мм                                         | 12 × 305-мм                                         |                  |
| Спомагателен калибър                                  | 16 × 102-мм                                         | 16 × 102-мм                                         | 16 × 102-мм                                         | 35 × (76-мм и 47-мм)                                | 35 × (76-мм и 47-мм)                                | 35 × (76-мм и 47-мм)                                |                  |
| Торпедни апарати                                      | 6                                                   | 6                                                   | 6                                                   | 5                                                   | 5                                                   | 5                                                   |                  |
| Разпределение на теглото, дълги тона                  |                                                     |                                                     |                                                     |                                                     |                                                     |                                                     |                  |
| Корпус                                                | 6540                                                | 6100                                                | 6540                                                | 6450                                                | 6250                                                | 6250                                                |                  |
| Оборудване                                            | 600                                                 | 600                                                 | 600                                                 | 600                                                 | 575                                                 | 575                                                 |                  |
| Въоръжение                                            | 3860                                                | 3280                                                | 3860                                                | 3775                                                | 3775                                                | 3775                                                |                  |
| Енергетична установка                                 | 2500                                                | 2300                                                | 2500                                                | 2200                                                | 1700                                                | 1700                                                |                  |
| Брониране                                             | 6400                                                | 5620                                                | 6400                                                | 4875                                                | 4700                                                | 4700                                                |                  |
| Въглища                                               | 900                                                 | 900                                                 | 900                                                 | 900                                                 | 900                                                 | 900                                                 |                  |
| Запас водоизместимост                                 | 200                                                 | 200                                                 | 200                                                 | 200                                                 | 100                                                 | 100                                                 |                  |
| Проектна водоизместимост                              | 21 000                                              | 19 000                                              | 21 000                                              | 19 000                                              | 18 000                                              | 18 000                                              |                  |
| Схема                                                 |                                                     |                                                     |                                                     |                                                     |                                                     |                                                     |                  |

На съвещанието са разгледани вариантите „E“ и „F“ на Фишър и Хард с линейно-терасовидно разположение на кулите по краищата. Във варианта „E“ по три кули има на носа и кърмата, във варианта „F“ – три на носа и две на кърмата. Проектите най-пълно удовлетворяват изискванията на Фишър и адмирал Артур Уилсън – максимален бордов и силен надлъжен огън. Проектите срещат възражението на Джон Джелико, който предполага, че работоспособността на долните кули ще е под въпрос поради възможното влияние на дулните газове от издигнатите кули при изстрел. Към това е изказано опасението, че в резултат на едно успешно попадение могат да бъдат извадени от строя направо 2 – 3 кули, и проектите са отхвърлени.
На следващия ден е разгледан още един проект, представен от Фишър и Хард – вариант „G“. В него шест двуоръдейни кули са разположени на две групи на носа и кърмата. Кулите са разположени на едно ниво, една отпред и две близо към центъра на кораба побордно. Проектът също не предизвиква ентузиазъм, тъй като, освен риска за изваждане от строя на цялата група кули с един снаряд, за разполагането на погребите за боеприпаси на бордовите кули линкорът трябва да има прекалено пълни обводи по носа и кърмата.
Следващ е разгледан ред варианти под обща литера „D“, разработени от Нарбет на основата на неговото предложение от 1903 г. по проекта на „Лорд Нелсън“. Във всичките варианти въоръжението се състои от шест двуоръдейни кули с 305-мм оръдия. Вариант „D“ е с бутални машини. По една кула се намират на носа и кърмата. И две двойки кули са разположени побордно в средата на корпуса. Вариант „D2“ представлява вариант на „D“ с турбинна установка. Вариант „D1“ е аналогичен на вариант „D2“, но бордовите кули в него са разположени близо до центъра на кораба. Всички варианти осигуряват бордова стрелба от осем оръдия и надлъжна от шест.
Вариантите като цяло получават положителна оценка, но за икономия на тегло е предложено да се замени кърмовата двойка бордови кули с една по диаметралната плоскост, с разполагането ѝ между машинните и котелните отделения. Проектът получава литера „H“ и е разгледан на 13 януари 1905 г. Разположението на кулите на главния калибър е одобрено и комитетът се съсредоточава в избора на енергетичната установка. На 18 януари са разгледани разчетите по двата варианта на проекта „H“ – с бутална и турбинна машинна установка. Към този момент в британския флот все още няма опит от използването на турбинната установка на голям кораб, за това, независимо от икономията на около 1100 т водоизместимост не се решават да изберат турбинната установка. Едва след уверенията на изобретателя на турбините сър Чарлз Парсънс за това, че той ще помага при разработката на детайлния технически проект за силовата установка, за проекта на линкора окончателно за избрани турбините. Според данни на Виноградов, турбините са избрани едва на съвещанието от 25 януари.
| Варианти на проект „H“, разгледани на 18 януари 1905 г. | Варианти на проект „H“, разгледани на 18 януари 1905 г. | Варианти на проект „H“, разгледани на 18 януари 1905 г. |
|                                                         | с турбини                                               | с парни машини                                          |
| ------------------------------------------------------- | ------------------------------------------------------- | ------------------------------------------------------- |
| Дължина (между перпендикулярите) × ширина, м            | 149,4 × 25,3                                            | 152,4 × 25,6                                            |
| Силова установка, к.с.                                  | ПТ 23 000                                               | ПМ 23 500                                               |
| Скорост, възела                                         | 21                                                      | 21                                                      |
| Въоръжение ГК                                           | 10 × 305-мм                                             | 10 × 305-мм                                             |
| Спомагателен калибър                                    | 14 × 102-мм                                             | 14 × 102-мм                                             |
| Брониране, мм                                           |                                                         |                                                         |
| Главен пояс                                             | 305                                                     | 305                                                     |
| Траверси                                                | 203                                                     | 203                                                     |
| Барбети                                                 | 305                                                     | 305                                                     |
| Кули стени/покрив                                       | 305 / 76                                                | 305 / 76                                                |
| Бойна рубка                                             | 305                                                     | 305                                                     |
| Разпределение на теглото, дълги тона                    |                                                         |                                                         |
| Корпус                                                  | 6150                                                    | 6350                                                    |
| Въоръжение                                              | 3300                                                    | 3300                                                    |
| ЕУ                                                      | 1700                                                    | 2400                                                    |
| Брониране                                               | 5000                                                    | 5200                                                    |
| Запаси                                                  | 600                                                     | 600                                                     |
| Въглища                                                 | 900                                                     | 900                                                     |
| Запас водоизместимост                                   | 100                                                     | 100                                                     |
| Проектна нормална водоизместимост                       | 17 750                                                  | 18 850                                                  |
| Схема                                                   |                                                         |                                                         |

На заседанията от 25 януари до 21 февруари се разглеждат детайлите на проекта. Така например изборът и разположението на елементите на енергетичната установка, изборът на броя винтове. Предлагат се варианти с три, четири, пет и даже шест винта, но се спират на четири.
Също на заседания на ред подкомитети са уточнени другите изисквания. Руско-японската война показва важността на противоторпедната защита, за това е предложено за сметка на намаляването на дебелината на пояса от 305 до 279 мм да се поставят в подводната част на корпуса в района на погребите противоторпедни екрани. В подкомитета с участието на Джексън, Джелико и Мейдън е предложено да се постави тринога мачта и тя да се използва като опора за лодъчния кран-дерик. В резултат мачтата е разположена зад комина, което впоследствие води до задимяването на разположения на фор-марса коректировъчен пост.
На 23 януари е утвърдено делението на корпуса в подводната му част на колкото е възможно по-голям брой водонепроницаеми отсека. При това са изключени надлъжните преходи под главната бронева палуба и са минимизирани отворите в напречните прегради за паропроводите и кабелите. Всеки сформиран водонепроницаем отсек трябва да има собствена система за вентилация и водоотливни помпи.
На 23 януари е направен изборът в полза на 76-мм оръдия, за които настоява Адмиралтейството. По сравнение със 102-мм оръдия те могат да бъдат повече на брой и са по-скорострелни. Всички предварителни проекти освен „H“ имат клиперна форма на носовата част. Но по настояване на Фишър финалният проект получава носова част с щевен, външно напомнящ таран.
Комитетът препоръчва да се замени в проекта „Лорд Нелсън“ 234-мм оръдия с 305-мм и да се построи „Дредноут“ в максимално кратки срокове, за да се направят възможно по-бързо неговите изпитания. До завършването на изпитанията на „Дредноут“ и потвърждаването на ефективността на нововъведенията в него се препоръчва да не се пристъпва към строителството на нови линкори.

## Конструкция
|  |

### Корпус
|  |

| Разпределение на теглото при нормална водоизместимост | Разпределение на теглото при нормална водоизместимост | Разпределение на теглото при нормална водоизместимост | Разпределение на теглото при нормална водоизместимост | Разпределение на теглото при нормална водоизместимост |
|                                                       | проектно 12 май 1905                                  | фактическо август 1906                                | фактическо юни 1907                                   | фактическо ноември 1907                               |
| ----------------------------------------------------- | ----------------------------------------------------- | ----------------------------------------------------- | ----------------------------------------------------- | ----------------------------------------------------- |
| Корпус                                                | 6100                                                  | 6215                                                  | 6400                                                  | 6400                                                  |
| Оборудване и запаси                                   | 650                                                   | 641                                                   | 648,7                                                 | 671,2                                                 |
| Въоръжение                                            | 3100                                                  | 3140                                                  | 3102                                                  | 3105                                                  |
| Енергетична установка                                 | 1990                                                  | 2035                                                  | 1980                                                  | 2147                                                  |
| Инженерни запаси                                      | 60                                                    | 60                                                    |                                                       |                                                       |
| Брониране                                             | 5000                                                  | 5129                                                  | 5160                                                  | 5160                                                  |
| Въглища                                               | 900                                                   | 900                                                   | 900                                                   | 900                                                   |
| Запас водоизместимост                                 | 100                                                   |                                                       |                                                       |                                                       |
| ВСИЧКО                                                | 17 900                                                | 18 120                                                | 18 190,7                                              | 18 383,2                                              |

За достигането на високата за линкор скорост от 21 възела корпусът на „Дредноут“ има принципно нова форма. Обводите в носа са силно стеснени, а мидълът има практически правоъгълна форма и е изместен към кърмата. Развалът на долните части на кърмовите шпангоути осигурява безвихровото обтичане на насрещния поток. Тази форма на корпуса е разработена под ръководството на Дж. Норбет. В опитен басейн е изпитан модел, показващ, че за достигането на 21 възела ще бъде достатъчна мощност от 23 000 к.с. Въпреки това директорът на опитния басейн на Адмиралтейството – Едмунд Фруд, не доверявайки се на тези данни, организира изпитания на още пет модела с класическа форма. Изпитанията показват, че необходимата мощност съставлява 28 000 к.с. След опити на седми модел Фруд одобрява новата форма на корпуса, позволяваща да се икономисат 5000 к.с., след което в Адмиралтейството са изпратени кривите „скорост/мощност“. Тази икономия от мощност позволява да се откажат от единия ред котли, намалявайки така дължината на корпуса с 8 м, а водоизместимостта с 1500 т.
| 1 – ъгълче 89×76 мм с дебелина 5 мм; 2 – ъгълче 102×102 мм с дебелина 8,25 мм; 3 – ъгълче 89×89 мм с дебелина 6,35 мм; 6 – бракета; 7 – ъгълче 229×89 мм с дебелина 11,4 мм; 8 – покритие на горната палуба, тик с дебелина 76 мм; 9 – Z-образен профил 152×89×76 мм с дебелина 8,9 мм; 10 – горна палуба; 11 – основа за поставянето на противо- торпедната мрежа; 12 – бимс от ъгълчето 229×89 мм с дебелина 14,6 мм; 13 – главна палуба; 14 – външна обшивка; 15 – 203-мм бронева плоча на главния бронепояс; 16 – 279-мм бронева плоча на главния бронепояс, с изтънчване в подводната част до 178 мм; 17 – тикова подложка под бронята, 63,5 мм в най-тънкото място; 18 – стоманен лист 8,9 мм; 19 – стрингер от стоманен лист 7,62 мм; 20 – настилка на бункера – стоманен лист 8,9 мм; 21 – скос, горен слой бронева стомана (нецементирана Круп) 25,4 мм; 22 – скос, среден слой стомана 19 мм; 23 – скос, долен слой стомана 25,4 мм; |

Разработката на конструкцията на корпуса се води в режим на икономия на тегло. В крайна сметка масата на корпуса съставя 5000 т – толкова колкото при броненосеца от 1894 г. „Маджестик“, с нормална водоизместимост от 3000 т по-малко. Също при проектирането на корпуса се въвежда унификация на конструктивните елементи. Това съкращава тяхната номенклатура и ускорява подготвителните работи по време на стапелния етап от строителството.
Изменена е формата на носовия край. Решено е да се откажат от таранния шпирон. За подобряване на мореходността линкорът получава полубак, който увеличава височината на борда в носа до 8,54 м, а носовите шпангоути получават значителен развал навън. Благодарение на предприетите мерки „Дредноут“ има добра мореходност, а полубакът практически не се залива при вълнение.
Няма деление на малки глухи отсеци в междудънното пространство под машинно-котелните отделения, тъй като то се използва за съхранение на нефт. Използвани са леки флори и бракети, което икономисва тегло на корпуса и олекотява достъпа в тези отсеци при почистване.
За увеличение на живучестта в боя е осигурена висока устойчивост, но поради увеличаването на метацентричната височина се увеличава бордовото люлеене. Положителна роля за неговото намаляване играе практически правоъгълният мидъл, обаче това е недостатъчно. Отказват се от използването на цистерни за активно успокояване на люлеенето, тъй като подобна система има значително тегло и се показва като неефективна при поставянето ѝ на броненосците „Инфлексибъл“ (HMS Inflexible (1876)) и „Колосус“. Поставени са скулови килове с голяма площ, заемащи почти половината от корпуса. Независимо от приетите мерки, люлеенето си остава значително.
Отказът от парни машини прави практически невъзможно маневрирането посредством включването на гребните винтове „разнопосочно“. Турбините имат максимално КПД при по-високи обороти, отколкото парните машини. За това в сравнение с броненосците на „Дредноут“ са използвани по-високооборотни винтове с по-малък диаметър. Допълнително турбините за заден ход имат по-малка мощност, отколкото турбините за преден ход. Поради това тяговите свойства на гребните винтове на малки скорости са по-лоши, отколкото при броненосците с парни машини. За смекчаване на тези отрицателни ефекти са поставени два паралелно балансирни руля с голяма площ в плоскостите на осите на вътрешните валове. Благодарение на рулите с голяма площ „Дредноут“ прекрасно се управлява на скорости над 10 възела. При преместване на руля с 15° диаметъра на тактическата циркулация съставя 185 – 190 м. Обаче на ниски скорости и при движение на заден ход „Дредноут“ лошо слуша руля и има склонност към неконтролируемо въртене.
На изпитанията от 10 октомври 1906 г. се проявява недостатъчната мощност на силовия механизъм. При преместване на руля с 35° на пълен ход рулите заклинват. Балерите на рулите се претоварват от напора на насрещния поток вода. В качеството на временна мярка са усилени бракетните рами на кърмовите шпангоути. Въпреки това отказите при рулевата машина продължават, което в началото на 1907 г. едва не води до авария по време на движение на кораба в тесните води на залива Бонифацио при бреговете на Сицилия. В периода август – ноември 1907 г. рулевата машина е заменена с по-мощна и проблемите от преместването на руля са отстранени.
Съставът на катерите и лодките на „Дредноут“ в годините на служба значително се променя. В началото на службата линкорът носи два 14-метрови парни полубаркаса, един 11-метров парен полубаркас, един 13-метров гребен баркас, три 10-метрови гребни катера, четири 8-метрови велбота, по една 10- и 9-метрова гичка, един 5-метров ял.
Тясната и къса надстройка, а също опасното въздействие на дулните газове от главния калибър значително усложняват разполагането на всички предвидени за линкора катери и лодки. Фактически единственото подходящо място за тях е пространството около втория комин. Поради липса на място на палубата лодките са разположени на няколко нива. По двете страни от кърмовия комин са монтирани обширни ростри. За икономия на пространство гребните лодки се поставят една в друга. В 18-веселния баркас се поставя 14-веселният катер, а вече в него – лекият 8-веселен ял.
За работа с тежките парни катери и лодки е предназначен прикрепеният за фокмачтата 13-метров дерик-кран. Фокмачтата поради това е преместена към кърмата. Две лодки са разположени по бордовете при крилата на мостика. За да се избегнат въздействията на дулните газове, опорните шарнири на шлюпбалките са закрепени върху срезове в бордовете. Тъй като основите на шлюпбалките не трябва да се намират в района на въздействието на дулните газове от бордовите кули, самите шлюпбалки са изпълнени с огромна дължина, и в походно положение спасителните лодки се повдигат на огромна височина – до нивото на ходовия мостик.
За защита на кораба по време на стоянка той е оборудван със стоманени противоторпедни мрежи. В разгънато положение мрежите заемат ¾ от дължината на кораба. Поставянето на мрежите отнема 3 – 4 минути. За бързото им поставяне и подем капитан Бейкън разработва специално устройство. Въжетата за подем на мрежите се крепят към краищата на изстрели, пропускат се под мрежата и идват обратно на изстрела. С помощта на това устройство може да се свие мрежата и тя на единно руло да се постави върху лавица на горната палуба.
При избора на схема за рангоута водещи са практичните съображения. На първо място е нужна надеждна конструкция за разполагането на командно-далекомерния пост за оръдията на главния калибър. Необходимо е също осигуряване на прокарването на сигналните фалове, белевите реи и поставянето на стенги за разтежките на радиоантените. За това за първи път от времето на броненосеца от 1889 г. „Трафалгар“ линкорът получава само една мачта. В състава на радиооборудването влизат една радиостанция Mk I и една радиостанция с близък радиус на действие.
| Разпределение на теглото към 8 септември 1906 г. | дълги тона | метрични тона |
| Празен кораб                                     | 17 012     | 17 284,2      |
| ------------------------------------------------ | ---------- | ------------- |
| Запаси                                           | 210        | 213,4         |
| Въглища                                          | 900        | 914,4         |
| Нормална водоизместимост                         | 18 122     | 18 412,0      |
| Запаси                                           | 186,4      | 189,4         |
| Запаси прясна вода                               | 248,5      | 252,5         |
| Въглища                                          | 2100,8     | 2134,4        |
| Заряди                                           | 31,3       | 31,8          |
| Снаряди                                          | 35,1       | 35,7          |
| Лодки                                            | 8,6        | 8,7           |
| Екипаж                                           | 2,3        | 2,3           |
| Пълна водоизместимост                            | 20 735     | 21 066,8      |
| Нефт                                             | 1120       | 1137,9        |
| Гориво за механизмите                            | 122        | 124,0         |
| Максимална водоизместимост                       | 21 977     | 22 328,6      |

За носенето на коректировъчния пост е използвана тринога конструкция, осигуряваща необходимите твърдост и здравина. Разположеният на нея командно-далекомерен пост е снабден с 2,7-метров далекомер „Бар и Струд“. Такъв далекомер стои и на резервния пост, разположен върху покрива на втората (малката) бойна рубка. Двата поста се съединяват с комуникационни тръби, телефони и електропроводи с двата централни поста, разположени под броневата палуба.
Макар линкорът да е предназначен за залпова стрелба с главния калибър, към момента на влизането му в строй системата за централно насочване все още не съществува. Всяка кула води огън индивидуално според данните от централния артилерийски пост. В периода 1908 – 1909 г. е разработена системата за централизирано водене на огъня. В периода 1912 – 1913 г. в централния пост са монтирани специални изчислително-решаващи прибори, а командно-далекомерните постове са оборудвани със системи за централно насочване. В същото време крайните кули са оборудвани като резервни артилерийски командни пунктове.
Триногата мачта се показва като надеждно и удачно решение и се използва при всички последващи типове линейни кораби и крайцери. Сериозен недостатък е разположението на мачтата зад носовия комин. Това е необходимо, за да се спестят 60 – 80 т тегло при използването на мачтата като опора за лодъчния кран, обаче води до практически постоянното задимяване на командно-далекомерния пост. Допълнително нагорещените газове така нагряват мачтата, че качването на марса или спускането по преминаващата вътре в опорите скоб-трап е практически невъзможно. В кърмата е поставена неголяма тринога, на която се намира прожекторният мостик и са разположени ноковете на стрелите за товарене на въглища.
„Дредноут“ има дванадесет бойни 36-дюймови (914-мм) прожектори. Два се намират на мостика, четири на носовата надстройка, четири на средната надстройка и два на кърмовата. За предаването на сигнали се използва 24-дюймова (610-мм) лампа, разположена на платформа под фор-марса.
В състава на котвеното устройство влизат три 6,35-т (125 cwt) безщокови главни котви, един 2,3-т (42 cwt) стоп-анкер и един 760-кг (15 cwt) верп.
Разположението на каютите на екипажа на „Дредноут“ е променено. Адмиралските апартаменти, салонът, каюткомпанията и всички офицерски каюти са пренесени от кърмата на полубака. А каютите за старшините и матросите, обратно, са пренесени в кърмата. Това приближава каютите на офицерите към основните бойни постове, а каютите на матросите към котелно-машинните отделения, където е заета по-голямата част от екипажа. Счита се, че това ще позволи на всички по-бързо да заемат своите постове по време на бойна тревога. Но новостта е възприета неодобрително, и след няколко серии линкори при типа „Кинг Джордж V“ се връщат към предишното разположение на каютите.

### Брониране
|  |

Адмирал Фишър в заданието към разработчиците задава директива за това, че „бронирането на бъдещия линкор трябва да бъде адекватно“. С оглед ограниченията по водоизместимост пред Филип Уотс стои проблема за икономия на тегло, и разхода на тегло за броневата защита върви според остатъчния принцип. В резултат на това защитата на „Дредноут“ на места отстъпва на предходната серия британски броненосци.
Вертикалният брониран пояс с височина 4,06 м се набира от плочи цементирана круповска броня, простирайки се по цялата дължина на корпуса. Горният край на пояса се намира на нивото на средната палуба, а долният край при нормална водоизместимост влиза под водата на 1,52 м. Главният броневи пояс закрива машинно-котелната установка и погребите за главния калибър, заемайки 60% от дължината на водолинията. Той се състои от две нива плочи: долното е от 279-мм плочи, а най-горната от плочите е с 203-мм дебелина. Това е по-малко в сравнение с 305-мм главен броневи пояс на „Лорд Нелсън“. Още повече че при пълно натоварване газенето нараства от 8,08 м до 9,22 м и 279-мм пояс напълно потъва под водата. В подводната си част главният пояс се стеснява клиновидно до 178 мм. В района на носовата кула на главния калибър пояс изтънява до 229 мм, а след това продължава към носа до самия форщевен чрез пояс със 152-мм дебелина. В кърмата до ахтерхщевена върви 102-мм пояс. Закрепването на пояса към обшивката се осъществява с помощта на броневи болтове. За икономия на тегло се налага да се откажат също и от горния пояс. На това място се намира само обшивката от 13-мм корабостроителна стомана. Вертикалната броня се допълва от кърмова 203-мм траверса. Тя върви от барбета на кърмовата кула под наклон към главния броневи пояс.
Хоризонталното брониране е изпълнено по традиционната за британските броненосци схема. Горната бронирана палуба, преминаваща на нивото на средната палуба, се простира от форщевена до кърмовата траверса. По цялата си дължина тя е направена от 18-мм мека корабостроителна стомана. Между кърмовия и носовия барбети на нивото на долната палуба върви главната бронева палуба. Тя се състои от два слоя – 25 + 18 мм мека бронирана стомана. Централният участък на тази палуба е хоризонтален. Приблизително на 3 м от външния борд тази палуба се спуска със скосове към долния край на главния броневи пояс. По скосовете дебелината на бронята е увеличена до 68 мм за сметка на добавянето на допълнителен слой 25-мм круповска нецементирана броня.
В носовия край от барбета на носовата кула на ГК до форщевена върви 38-мм палуба, състояща се от два слоя мека стомана по 19 мм. В кърмата има 51-мм палуба, състояща се от два слоя по 25,4 мм. Над рулевите механизми тази палуба има подем на хоризонталния участък и 76-мм скосове.
Барбетите на главния калибър имат различна дебелина според височината и разположението на кулите. Над главната палуба външните страни на барбетите на крайните кули и външните страни на бордовите кули в сектора 180° имат дебелина 279 мм. Вътрешните части на барбетите имат дебелина 203 мм. Барбетът на средната кула от всички страни има дебелина 203 мм. Между горната и долната палуби дебелината на барбетите е 102 мм. Кулите имат челни и странични стени с 279-мм дебелина, 76-мм покрив и 330-мм тил. За ускоряване на работите за „Дредноут“ са използвани кулите на „Лорд Нелсън“ и „Агамемнон“, поради което дебелината на плочите е намалявана от 305 до 279 мм.
Носовата бойна рубка има покрив с дебелина 51 мм, стени с 279-мм дебелина и комуникационна тръба със стени дебели 127 мм. Кърмовата е защитена по-слабо – стени 203 мм и комуникационна тръба 102 мм, при същата дебелина на покрива от 51 мм. Централните постове над бойните рубки по бордовете са със защитата на 51-мм плочи; покривът, предните и задните стени – 25,4-мм.

#### Конструктивна подводна защита
По настояване на главния строител Филип Уотс подводната защита е разчетена за противодействие на две попадения на стандартните към този момент 457-мм торпеда със заряд от 70 кг тринитротолуол. Непрекъсната противоторпедна преграда няма. Погребите за главния калибър са защитени чрез броневи екрани с дебелина 51 мм. Екраните се простират от долната бронева палуба до вътрешното дъно.
За локализиране на действието на подводния взрив подводното пространство на корпуса е разделено от надлъжни и напречни прегради на значителен брой отсеци. Жизненоважните части на кораба се защитават от две надлъжни прегради, пространството между които се използва за съхранение на въглища. Вътрешната преграда при това отстои от борда на 5 м. Единствените водонепроницаеми са шестте надлъжни прегради. В тях до височината на средната палуба няма никакви отвори, люкове и т.н. Всеки голям вътрешен отсек има своя система за вентилация и осушаване. За ликвидация на крена при повредите на кораба е предвидена система за контранаводняване на отсеците под горната палуба.

### Eнергетична установка
|  |

Парата за енергетичната установка на „Дредноут“ се осигурява от 18 котела „Бабкок и Уилкокс“ с номинално налягане на парата 250 psi (17,58 атм). Налягането на входа в турбините при това се понижава до 185 psi (13 атм). Всеки котел има шест инжектора за впръскване на нефт с максимална производителност 960 фунта на час при налягане от 150 psi (10,54 атм). Сумарната повърхност на нагряване е 5146,8 м², а сумарната площ на решетките на огнищата е 148,55 м². Конструктивно котелът има тръбички с различен диаметър. Основните нагревателни елементи са тръбичките с малък диаметър, а над и под тях са разположени тръбички с голям диаметър. Котлите са обединени със страните си в секции с по шест котела във всяка. Секциите са разположени напречно на кораба, поради което крайните котли имат малко по-малка площ на решетките им. Във всяко от трите котелни отделения се намират по две секции котли, с огнищата една срещу друга.
За осигуряването на изискванията за висока максимална скорост на „Дредноут“ са поставени два комплекта турбини Парсънс с пряко задвижване на четирите вала. Машинната установка е разположена в два отсека, разделени от надлъжна преграда в диаметралната плоскост. Във всеки отсек има един комплект турбини, в който влизат турбини за високо налягане и турбини за ниско налягане. Турбините за ниско налягане въртят вътрешната двойка валове, а за високото – външната. На всеки вал се намират по две турбини – за заден и преден ход. Сумарната мощност на турбините за преден ход съставлява 23 000 к.с., което осигурява теоретичната максимална скорост от 21 възела.
|  |

Недостатък на правотоковите турбини е това, че те са оптимални само при един режим, и за такъв се избира режима на пълен ход. Това води до повишен разход на гориво на крайцерски ход. За компенсиране на този ефект на вътрешните валове са монтирани турбини за крайцерски ход със сумарна мощност 6000 к.с., което осигурява икономична скорост от 14 възела. Парата отначало се подава към крайцерските турбини, а след това към турбините за високо налягане, след което се насочва към турбините за ниско налягане и накрая в парокондензатора.
Обаче на практика използването на крайцерските турбини води до неочаквани проблеми. Тези турбини се използват само при крайцерски ход и се изключват на пълен ход. Неравномерното натоварване на тези турбини поради постоянното нагряване/изстиване води до разрушаването на лопатките на турбините на втората и третатата стъпка. Впоследствие корпусът на турбината също дава пукнатина и при движение на пълен ход, поради загубата на херметичност в крайцерските турбини, има загуба на пара. В крайна сметка става ясно че за сметка на подбор на режимите на силовата установка разходът на гориво без използването на тези турбини се намира на приемливо ниво. За това се отказват от използването на крайцерските турбини и изключените от валовете турбини до края на кариерата на кораба се возят като „мъртво тегло“.
Конкурсът за доставка на главните механизми е обявен на 18 май 1905 г., а на 24 юни е спечелен от фирмата „Викерс“. Контрактната стойност на турбините съставя 252 533 фунта стерлинги. При това фирмата „Викерс“, опасявайки се от сложностите на малкоизучените механизми, ги преотдава за производство към фирмата на Чарлз Парсънс и турбините са произведени в завода им в Уолсенд. По конструкция те са сходни с тези на разрушителите „Вайпър“, „Кобра“, „Идън“ и крайцера „Аметист“. Основните разлики са по-добрият достъп за обслужване и твърдото съединяване на турбините с валовете, без разглобяващи се муфи.
Според разчетите, 21-възловата скорост се достига при 23 000 к.с. на 320 об/мин. На изпитанията при остров Уайт на 6 октомври 1906 г. по време на 6-часови изпитания е достигната средна скорост от 21,05 възела при мощност от 24 712 к.с. и 328 об/мин. На два участъка е фиксирана скорост от 21,78 възела при 26 728 к.с. (334 об/мин) и 27 899 к.с. (336 об/мин).
На „Дредноут“ има четири динамо-машини „Сименс“ със сумарна мощност от 410 kW, изработващи постоянен ток 1000 А. Задвижването на два от генераторите се осъществява от спомагателни парни машини. Другите два, смятани за резервни, се въртят от дизелови двигатели „Мирлиз“.
Болшинството спомагателни механизми се задвижват от електромотори, с изключение на котвения шпил с хидравлично задвижване. Основната бордова мрежа е с напрежение от 100 V. Всичките четири генератора са съединени към централното разпределително табло и вече от него излиза една магистрала с разклоненията. Предвидени са и отделни разпределителни табла с малка мощност. За телефонната мрежа вместо ампулни батерии се използват преобразуватели към 15 V. Освен прочеето оборудване електричеството се използва за работата на 13 прожектора, 1342 нажежаеми лампи с мощност от 16 до 50 свещи, 77 вентилатора, 7 трюмни и 8 санитарни помпи, 5 асансьора, 8 лебедки за товарене на въглища, кърмовия шпил, подемниците за боеприпаси и шлака, двигателите за работилниците, хлебопекарната, машината за лед и хладилната машина, системите за управление на огъня, компасите „Спери“.

### Въоръжение

#### Главен калибър
„Дредноут“ е въоръжен с десет 305-мм 45-калибрени оръдия Mk X в пет двуоръдейни кули. Оръдията и установките са разработени за броненосците от типа „Лорд Нелсън“. Главният артилерист на флота Джон Джелико предлага за ускоряването на строежа на „Дредноут“ да се използват оръдейните установки и стволовете от основния и резервния комплект на „Нелсъните“, строящи се от януари 1905 г. Контракта си поделят двете най-големи британски оръжейни фирми. Фирмата „Викерс“ получава контракт за производството на кърмовата и средната куполни установки на цена 69 860 фунт стерлинга за всяка. Фирмата „Армстронг“ получава поръчката за носовата и бордовите кули по цена 70 092 ф. стерлинга.
Теглото на оръдието Mk X със затвора съставлява 58 т. Над вътрешната нарезна тръба има втора (външна) тръба. Двете тръби са направени от легирана никелова стомана. Традиционно за британския флот стволът е скрепен с намотка от тел. Над външната тръба, от дулния до среза на казенника, се намотава тел от високоякостна стомана със здравина на скъсване 150 кг/мм².
Зареждането е картузно. Метателният заряд се състои от два картуза с кордит марка MD45 с обща маса 117 кг. Затворът е бутален, система Уелин. На 386-кг бронебоен снаряд се съобщава начална скорост от 830 м/с. Установката осигурява максимален ъгъл на подем на оръдията от 13,5°, което дава максимална далечина на стрелбата от 15 040 м. Първоначално в боезапаса влизат само бронебойните APC Mark VI и фугасните HE Mark IIa снаряди с балистичен наконечник с оживало от два диаметъра. В периода 1915 – 1916 г. в боекомплекта влизат бронебойните APC Mark VIa и полубронебойните Mark VIIa снаряди с оживало от 4 диаметра, а от 1918 г. се използват и бронебойните снаряди Mark VIIa (Greenboy). При стрелба с новите снаряди максималната далечина нараства до 17 236 м.
Кулите на „Дредноут“ се отличават с малко от тези на „Нелсъните“. За олекотяване на разположението на бордовите кули в корпуса е намален диаметърът на въртящата се част от кулата. Инженерите на фирма „Викерс“ подобряват общата компоновка на бойното отделение на кулите и намаляват диаметъра на въртящата се основа на установката. Благодарение на това е намален диаметърът на опорния барабан и барбета. За сметка на намаляването на диаметъра на барбета е увеличена дебелината на бронята в този район. Такава конструкция на кулите е използвана и от фирмата „Армстронг“.
Боезапасът от погребите по централен въртящ се шублер се подава в претоваръчното отделение, разположено непосредствено под бойното отделение. След това снарядът и двата полузаряда се преместват във въжения зарядник. По специални направляващи от ъглов профил зарядника се качва в бойното отделение. При зареждането зарядникът се закрепва от казенната част на оръдието. Боеприпасите от зарядника се търкулват на подвижни улеи в съосие с оръдието и верижен прибойник, закрепен на люлеещата се част на оръдието, за да се натикат в камерата. При затварянето на затвора зарядникът се разединява с люлеещата част на оръдието и отива надолу. Такава схема позволява да се провежда зареждането при произволен ъгъл на подем на оръдията.
„Дредноут“ може да води бордови огън от осем оръдия. В кърмовия сектор на теория може да води огън с шест оръдия, в носовия – с четири. На основа на предварителни разчети са изказани опасения, че при стрелба с бордовите кули близо към диаметралната плоскост на надстройките и горната палуба ще се нанасят значителни разрушения, но няма сведения дали на практика е така. Също опасения предизвикват значителните натоварвания върху корпуса при бордова стрелба от осем оръдия. Усилени са конструкции, крепящи стационарните барабани на куполните установки. Опасенията са разсеяни от резултатите от изпитанията на главната артилерия от 18 октомври 1906 г. при остров Уайт. В крайна сметка след дългогодишната експлоатация главният калибър на „Дредноут“ се проявява като изключително надежден – за цялото време няма нито един сериозен отказ или повреда.

#### Противоминна артилерия
Противоминната артилерия на „Дредноут“ се състои от 27 76-мм оръдия 18 cwt QF Mark I в установки Mark PIV, също разработвани за „Лорд Нелсън“. Оръдието има дължина на ствола от 50 калибра и тежи 915 кг. Снарядът с тегло 5,5 кг получава скорост от 800 м/с. Изборът на 76-мм оръдия единодушно е подложен на рязка критика. Такова оръдие е явно недостатъчно за поражение на съвременните разрушители, и в най-добрия случай може да се разчита на срив на техния заход на рубеж за атака.
Откровено неудачно е и разположението на оръдията – те не могат да се поместят всичките в тясната надстройка. Затова комитетът се стреми да получи колкото е възможно по-големи сектори на обстрел и да се разпределят оръдията на колкото е възможно по-голяма площ, за да се намали риска от тяхното едновременно излизане от строй. Дванадесет оръдия са разположени в надстройката. Седем оръдия са поставени на покривите на кулите – по две на бордовите и по едно на останалите. Останалите осем се намират на подвижни лафети на палубата на полубака и юта. Установките на кулите се използват и като тренировъчни при провеждането на учебни стрелби с главния калибър.
Палубните установки са разположени в района на действие на дулните газове. Щатно те се съхраняват в разглобен вид и се поставят само преди използване. За това в процеса на експлоатация тези оръдия рядко се намират на своите места. Още в началото на службата три оръдия от полубака са пренесени на покривите на кулите, намиращи се по диаметралната плоскост. През декември 1907 г. последното останало на носа оръдие и две кърмови въобще са свалени, намалалявайки общото им число до 24. При последващата експлоатация броят на 76-мм оръдия е намален още повече.

#### Зенитно въоръжение
През 1915 г. на юта са поставени две зенитни 6-фунтови 57-мм оръдия Mk 1C, но през 1916 г. те са заменени с две зенитни 76-мм оръдия. По описания в края на войната на „Дредноут“ стоят четири 12-фунтови зенитни оръдия, видимо става дума за 76-мм зенитни оръдия.
| Оръдие                                 | 12″/45 Mark X                | 12″/45 Mark X                 | 3″/45 QF Mark I   | 3″/45 20cwt QF HA Mark I | 57-мм Хочкис QF Mark I |
| -------------------------------------- | ---------------------------- | ----------------------------- | ----------------- | ------------------------ | ---------------------- |
| Година на разработване                 | 1904                         | 1904                          | ?                 | 1910                     | 1884                   |
| Калибър, мм                            | 305                          | 305                           | 76                | 76                       | 47                     |
| Дължина на ствола, калибри             | 45                           | 45                            | 50                | 45                       | 40                     |
| Маса на оръдието, кг                   | 58 626                       | 58 626                        | 1000              | 1020                     | 240                    |
| Скорострелност, изстрела/минута        | 1,5                          | 1,5                           | 15                | 12 – 14                  | 20                     |
| Установка                              | BVIII, BIX, BX               | BVIII, BIX, BX                | PIV               | ?                        | ?                      |
| Ъгли на насочване                      | −3°/+13,5°                   | −3°/+13,5°                    | −10°/+20°         | −10°/+90°                | /+60°?                 |
| Тип зареждане                          | картузно                     | картузно                      | разделно- гилзово | унитарно                 | унитарно               |
| Тип на снаряда                         | полубронебоен Mark VI (2crh) | полубронебоен Mark VIa (4crh) | фугасен           | фугасен                  | фугасен                |
| Тегло на снаряда, кг                   | 386                          | 389,8                         | 5,67              | 5,67                     | 2,72                   |
| Тегло и тип на метателния заряд        | 117 кг MD45                  | 117 кг MD45                   | 1,25 кг MD11      | 0,96 кг MD               | 0,11 кг CT             |
| Начална скорост, м/с                   | 831                          | 831                           | 792               | 762                      | 538                    |
| Максимална далечина, м                 | 15 040                       | 17 236                        | 8500              | 11 810                   | 7955                   |
| Досегаемост по височина, максимална, м | —                            | —                             | —                 | 7680                     | 3050                   |
| Ефективна, м                           | —                            | —                             | —                 | 4790                     | 1100                   |

#### Торпедно въоръжение
„Дредноут“ е въоръжен с пет подводни 457-мм торпедни апарата. На „Дредноут“ за първи път са поставени апаратите модел „B“. Шишът, който се вади от апарата при изстрел и препятства заклинването на торпедото при стрелба на ход, има електрическо задвижване вместо хидравлично. Кърмовият торпеден апарат без такъв шиш е демонтиран през 1917 г. Кърмовият отсек за съхраняване на бойните части на торпедата е преправен на погреб за зенитните оръдия, а през 1918 г. целият кърмов торпеден отсек е използван за съхранение на зенитните изстрели.

#### Авиационно въоръжение
През 1918 г., по примера на останалите линейни кораби, е планирано да се поставят на кулите „A“ и „Y“ платформи за пуск на колесни самолети, но поради края на войната планираната модернизация е отменена.

### Система за управление на огъня
„Дредноут“ се създава за воденето на залпова стрелба с главния калибър, обаче при строителството си така и не получава централизирана система за управление на стрелбата. Системата за управление се намира в разработка и е доведена до работоспособно състояние едва през 1914 г. В тези условия приборите за управление на стрелбата на „Дредноут“ постоянно се усъвършенстват и се допълват с нови. В общия случай задачата на системата за управление на стрелбата се явява изработването на ъглите за насочване на оръдията. Вертикалният ъгъл на насочване (прицел) зависи от далечината на стрелба, а хоризонталният ъгъл за насочване (целик) съответства на пеленга на целта. Тъй като целта е подвижна, за времето на полет на снаряда на големи дистанции е необходимо да се отчете временното изменение на разстоянието (ВИР) и временното изменение на пеленга (ВИП). С оглед ВИР и ВИП прицелването се осъществява в точка на изпреварване.
В първия вариант на системата за управление на стрелбата на „Дредноут“ пеленгът на целта се задава с визьор, разположен в коректировъчния пост на фор-марса, предварителната далечина до целта се определя от далекомерния пост на покрива на сигналната рубка. Далечината се уточнява от артилерийския офицер чрез пристрелка. Данните по далечина и пеленг се дават на централния (разположен на средната палуба) и резервния артилерийски постове. В артилерийския пост далечините според таблиците за стрелба се преобразувт в ъгъла на вертикално насочване. За предаването на този сигнал в кулите има прибори на фирмата „Викерс“. В т.нар. задаващи прибори се внасят ъглите на вертикално и хоризонтално насочване. Тези данни се предават към приемащите прибори в кулите. В кулите има стрелки, показващи текущите ъгли на завъртане на кулите и на вертикалното отклонение на оръдията. Задачата на наводчика е да съвмести стрелките. След като всички оръдия на кораба получават еднакви ъгли на насочване, се осъществява залпът.
На далекомерния пост стои 9-футов далекомер (база 2,74 м). Главният и резервният пост се намират на средната палуба, над главния пояс. В периода 1908 – 1909 г., по предложение на командира на „Дредноут“ Бейкън, централният пост е пренесен с палуба по-долу, под защитата на бронята. Първоначално, за да има възможност да се води групова стрелба, на топовете на мачтите стоят указатели за дистанцията до целта за съседните кораби, обаче те са демонтирани към 1910 – 1911 г. В течение на 1912 – 1913 г. кулите са оборудвани за възможност да водят индивидуална стрелба, а кулите „A“ и „Y“ са оборудвани като за резервни постове за управление на стрелбата. Приблизително по това време в кула „A“ и на компасния пост са поставени 9-футови далекомери, а в коректировъчния пост на фор-марса е поставен жиростабилизиран далекомер Арго.
Към момента на внедряването във флота на приборите за управление на централизирана стрелба „Дредноут“ вече се отнася към старите кораби, поставянето на които на тази техника е на последен ред. Директор за централизирано управление на стрелбата на фор-марса и „масичка на Дрейер“ модел Mark 1 в централния си пост за управление „Дредноут“ получава едва към май 1916 г. От директора в централния пост постъпва информация за пеленга, дистанцията до целта и нейния курс, данни за грешките при прицелване. От навигационния пост постъпва информация за собствения курс и скорост. Също се отчитат данните за направлението и скоростта на вятъра. Масичката на Дрейер представлява аналог на механичен компютър, с помощта на който се правят изчисленията за необходимите ъгли на вертикално и хоризонтално насочване. През 1918 г. е поставена системата на Хендерсън. Тази система представлява прибор с жироскоп. Наводчикът затваря веригата за стрелба. Когато корабът при люлеене се намира във вертикално положение, приборът автоматично сработва, и се произвежда залп.
76-мм оръдия са разделени на няколко групи. Стрелбата на всяка група се управлява от офицер, намиращ се на единия от постовете на топовете на мачтите. По телефон той предава данните за ъглите на насочване непосредствено към оръдията. Системата е проста и се показва като достатъчно ефективна.

## Основни модификации
1908 – 1909
Централният артилерийски пост е пренесен от средната на долната палуба. На негово място е поставен щурманският пост.
1912 – 1913
Офицерските постове в кулите на ГК са оборудвани с късовълнови приемо-предаватели. Кулите „A“ и „Y“ са оборудвани като резервни постове за управление на огъня.
30 април 1913 г.
В кула „A“ е поставен 9-футов далекомер с предаване на сигнала към системата за управление. 9-футов далекомер F.Q. 2 е поставен на компасната платформа.
2 април 1914 г.
На фор-марса е поставена система за сигнални светлини (на английски: Evershed Bearing Indicator).
7 юни 1915 г.
Фор-марсът е преправен за поставянето на директора за управление на артилерийския огън. На фокмачтата е поставена платформа за 36-дюймови прожектори. 9-футовите далекомери F.T. 8 са поставени в кули „P“, „Q“, „X“ и „Y“, на всички кули на ГК са поставени визьори. Премахнати са крилата на мостика. Започва поставянето на системата за отдалечено управление на бойните прожектори. 76-мм оръдия са свалени от покрива на кула „A“ и са поставени на квартердека. На юта са поставени две 57-мм зенитни оръдия. Свален е кърмовият пост за управление, разполагащ се на покрива на сигналната рубка.
Средата на 1916 г. (по време на ремонтите от 24 април до 25 май 1916 г.)
Свалени са противоторпедните мрежи. На фор-марса е поставен директор за управление на стрелбата с главния калибър, в централния артилерийски пост е поставена масичка на Дрейер модел Mark I.
Краят на 1916 г.
57-мм зенитни оръдия са заменени с две 76-мм зенитни оръдия.
27 януари 1917 г.
Над 25-мм броня на средната палуба над погребите е настлан допълнителен 19-мм слой броня.
19 август 1917 г.
Във вратите на погребите са поставени пламенепроницаеми люкове. Четирите 36-дюймови прожектора са пренесени на площадка на върха на кърмовата мачта, под нея е устроен пост за управление. Свален е кърмовият торпеден апарат. Горният погреб за 76-мм оръдия е преправен в пост за управление. Установките на двете 76-мм оръдия на юта са преправени в зенитни. Индикатори за пеленг са поставени на 76-мм зенитни оръдия. Започва подготовката за монтиране на системата за управление на стрелбата на Хендерсън и жирокомпасите Спери.
1917
Скали за ъглите на завъртане са нанесени на барбетите на кулите „A“ и „Y“.
1917 – 1918
От мостика е премахнат семафорът.
31 декември 1918 г.
Започнати, но не са завършени, следните работи. Поставяне на екрани против вятъра на директора за управление на стрелбата. Поставяне на отворени наблюдателни люкове на кулите. Замяна в кула „A“ на далекомера F.T. 8 с 9-футов F.T. 24. Завършване на поставянето на системата за управление на стрелбата на Хендерсън и жироскопите Спери. Преместване на далекомера Арго в задния край на площадката на фор-марса. Създаване на пространство за свободно завъртане на платформите за излитане на колесни самолети на кулите „A“ и „Y“. Поставяне на нови 36-дюймови прожектори.

## Строителство
Построяването на „Дредноут“ е поръчано на Кралската корабостроителница в Портсмът, която строи корабите по-бързо от другите кралски корабостроителници. По това време кралските корабостроителници строят по-бързо и с по-добро съблюдаване на тегловата дисциплина, отколкото частните корабостроителници. На 23 декември 1904 г. за главен конструктор на корабостроителницата на мястото на Хард е назначен Митчъл, впоследствие допринесъл за ускоряването на построяването на „Дредноут“. Общата контрактна стойност на строежа на кораба съставя 1 672 483 фунта стерлинги, на оръдията – 113 200 фунта стерлинги.
|  |  |  |

Официално „Дредноут“ е заложен на 2 октомври 1905 г. Фактически подготвителните работи започват в първите дни на май 1905 г. Към момента на залагането огромна част от разкроения листов материал се намира на стапела. Под непосредственото ръководство на Фишър са предприети организационни мерки, позволяващи да се постигне много висок темп на работа. Към официалната дата на залагането за строителството вече работят 1100 души. Трудовата седмица на работниците продължава шест дни, от 6 сутринта до 6 вечерта. Организирана е своевременната доставка на материали. На 2 октомври 1905 г. на стапела, обкръжен от гори и напълно въртящи се кранове, вече стои основа на бъдещия кораб – кутиевидната килева греда, части от външната обшивка, дънните и скуловите стрингери, извадени са флорните и бракетните шпангоути до нивото на долния шелфа на броневия пояс – около 7,5 м. В кърмовата част са поставени две вътрешни напречни прегради.
След официалната дата на залагането числото на работещите е доведено до 3 хил. души. Фишър настоява за организирането на втора смяна, но в такъв случай това означава на стапела да се съберат 6 хил. души от 8 хил. работници на корабостроителницата. Това би довело да се спре всички други строителни и ремонтни работи, и за това идеята не е осъществена. За опростяване на подготвителните операции още на етап подготовка на работните чертежи е значително намален броят на типовите размери на стоманените профили. Броят дебелини на стоманените листове също е сведен до минимум. Предприетите мерки се оказват достатъчни, за да се постави непобеден и до наши дни рекорд за построяване на голям кораб. На 10 февруари 1906 г. „Дредноут“ е спуснат на вода. Церемонията провежда крал Едуард VII. Още на 3 октомври 1906 г. корабът влиза в строй. Така официално срокът за неговото построяване е една година и един ден.
Ако се брои от датата за залагане на първия лист на стапела – от май 1905 г. – до декември 1906 г., когато е завършена подготовката на „Дредноут“ за атлантически поход, се получават 20 месеца. А ако се брои до датата на влизането му в строй като бойна единица, то всичко това са 23 месеца. Но даже този срок се явява впечатляващ резултат, отчитайки броя на използваните на кораба принципно нови решения.

## Изпитателен поход
Още на 2 юли 1906 г. на кораба е назначен неговият командир – кептън Реджиналд Бейкън, по-рано член на комитета по създаването на новия линкор. В периода октомври – ноември 1906 г. „Дредноут“ преминава изпитания за работата на машините, за мореходност и управляемост. Корабът започва да се подготвя за голям поход в Атлантика, главната цел на който е проверка на основните качества на паротурбинния боен кораб. През декември 1906 г. завършват довършителните работи и е набран пълният щат на екипажа. В навечерието на Новата година „Дредноут“ преминава докуване.
На 5 януари 1907 г., след натоварване на всички припаси, корабът отплава от Портсмът. Неговият курс е към Ерозабей в Испания. След това линкорът се насочва към Гибралтар, където попълва запасите си, след което излиза в Средиземно море. Заобикаля Сардиния, „Дредноут“ после минава Гибралтар и се насочва към Тринидад. 3430 мили от Гибралтар до Тринидад линкорът изминава със средна скорост 17 възела, пристигайки на място на 5 февруари 1907 г.
Разположения на Тринидад огромен закрит залив е избран за провеждането на изпитания за скоростните и маневрените качества на линкора и провеждането на артилерийска стрелба. Базирайки се в Порт оф Спейн, „Дредноут“ има шест седмици непрекъснати изпитания и учения. Освен различните маневри, тренировки на оръдейните разчети и провеждането на стрелби, са проведени прожекторни учения, занятия по поставяне и вдигане на противоторпедните мрежи и много други. Обратният преход към Англия преминава от 18 до 23 март, преодолени са 3980 мили със средна скорост от 17 възела. При това скоростта е принудително ограничена поради повреждането на левия рул.
След похода Бейкън представя доклад на Адмиралтейството. Предложени са ред усъвършенствания, в т.ч. монтиране на по-мощни мотори на въглищните лебедки, но като цяло той охарактеризира „Дредноут“ като изключително успешен проект. Турбинната установка без сериозни повреди издържа поход от 10 000 мили. Традиционната установка с бутални машини ако и да издържи подобен поход, то след това би искала пълна проверка на механизмите.
През пролетта на 1907 г. Фишър представя най-новия линкор на членовете на парламента, на делегации на обществени организации и пресата. Това е звездният час на „Дредноут“ – всички вестници са пълни с хвалебствени отзиви, а от желаещите да посетят кораба няма откачане.

## Командири на кораба
- от 2 юли 1906 г. – кептън[Коментари 6] Реджиналд Бейкън[72]
- от 12 август 1907 г. кептън Чарлз Мейдън (на английски: Charles Edward Madden, First Baronet)[72]
- от 1 декември 1908 г. до 24 февруари 1909 г. – кептън Чарлз Бартоломео (на английски: Charles Martin-de-Bartolomé)[Коментари 7][Коментари 8]
- от 1 декември 1908 г. – кептън Арчибалд Мур (на английски: Archibald Gordon Henry Wilson Moore)[73]
- от 30 юли 1909 г. – кептън Херберт Ричмънд (на английски: Herbert William Richmond)[Коментари 9]
- от 28 март 1911 г. – кептън Сидни Фремантъл (на английски: Sydney Robert Fremantle)[Коментари 10]
- от 19 декември 1912 г. – кептън Уилмът Николсън (на английски: Wilmot Stuart Nicholson)[74][Коментари 11]
- от 10 юни 1914 г, – кептън Уилям Алдерсън (на английски: William John Standly Alderson)[75][Коментари 12]
- от 19 юли 1916 г. – кептън Джон Макклинток (на английски: John William Leopold McClintock)[Коментари 13]
- от 1 декември 1916 г. – кептън Артур Д’Ает (на английски: Arthur Cloudesly Shovel Hughes D'Aeth)[Коментари 14]
- от януари 1918 г. – кептън Томас Уардъл (на английски: Thomas Erskine Wardle)[Коментари 15]
- от 20 април 1918 г. до 5 октомври 1918 г. – кептън Маурицио Фицморис (на английски: Maurice Swynfen Fitzmaurice)[Коментари 16]
- от 25 февруари 1919 г. до 31 март 1920 г. – кептън Роберт Копингер (на английски: Robert Henry Coppinger)[Коментари 17]

## Служба
След завръщането си от изпитателния поход „Дредноут“ е включен в наскоро формирания Флот на метрополията. Ставайки флагман на Морската дивизия, „Дредноут“ остава такъв до 1911 г., след което се числи като редови кораб в първа дивизия линкори. По-голямата част от службата на линкора протича във водите на Англия. Изключения са няколко големи маневри на флота при атлантическото крайбрежие на Испания и къси походи в Средиземно море през 1907 и 1913 г.
В края на 1914 г., след реорганизацията на флота, „Дредноут“ става флагман на 4-та линейна ескадра. Периода от август 1914 до юли 1916 г. той провежда в състава на тази ескадра. В годините на войната службата на линкора не изобилства от бойни епизоди. Единствения случай да се отличи линкорът получава на 18 март 1915 г. След отработване на съвместно маневриране с Гранд Флийт „Дредноут“ се връща към резервната база в Кромарти. В 12:28, когато „Дредноут“ вече е доста далеч от основните сили на Гранд Флийт, лейтенант Пирси забелязва на разстояние около 8 кбт перископ на подводна лодка. Линкорът се обръща към лодката и увеличава скоростта до 17,5 възела. На подводницата явно „Дредноут“ не е забелязан. От разстояние 3 кбт по лодката е открит огън от 76-мм оръдия, но безуспешно. В 12:35 лодката все още плава на предишния си курс, и „Дредноут“ решава да я таранира. Ударът на форщевена на „Дредноут“ попада в кърмата на лодката по десния борд. За миг носовата част на лодката се показва от водата и англичаните успяват да видят нейния номер – „U-29“. За успешната маневра линкорът получава благодарност от командващия Гранд Флийт адмирал Джелико. Подводната лодка „U-29“ потъва с целия си екипаж. Неин командир е асът подводничар Ото Ведиген, преди това командващ подводницата „U-9“, която в началото на войната потопява за един ден три британски броненосни крайцера – „Абукир“ (HMS Aboukir (1900)), „Хог“ (HMS Hogue (1900)), „Креси“ (HMS Cressy (1899)), също на 15 октомври 1914 г. „U-9“ под командването на Ведиген потопява и четвърти британски крайцер – „Хоук“ (HMS Hawke (1891)).
През май 1916 г. по време на Ютландското сражение, „Дредноут“ се намира в ремонт и за това се лишава от шанс да открие огън по врага. През юли 1916 г. „Дредноут“ е изпратен на юг за усилване на 3-та линейна ескадра, базирана в Ширнес. През май 1918 г. линкорът се връща в Скапа флоу, в своята ескадра. В края на 1918 г. „Дредноут“ се намира в ремонт. На него, както и на останалите британски линкори, е планирано да се поставят на крайните кули платформи за излитане на самолети, обаче поради приключване на войната всички работи са прекратени.
На 12 януари 1919 г. „Дредноут“ е изведен в резерва, след което се намира в Розайт. От 25 февруари се използва като тендер при линкора „Херкулес“. На 31 март 1920 г. е включен в списъка на корабите за продажба и е преведен в корабостроителницата. На 9 май 1921 г. е продаден за скрап на фирмата „T. W. Ward“ за 447 500 фунта стерлинги. На 2 януари 1923 г. е преведен в Инверкитинг, където е разкомплектован за метал.

## Оценка на проекта
При проектирането на „Дредноут“ корабостроителите са обвързани с жестоки ограничения към ръста на водоизместимост. Лорд Фишър, желаейки да продемонстрира преимуществата на неговата концепция за линеен кораб, се стреми да покаже, че тези преимущества са основани не на просто увеличаване на размерите на кораба, но на качествено нов подход към проектирането. Поради това ръстът в стойността и водоизместимостта на „Дредноут“ се вписват в рамките на наблюдаващия се типичен ръст на тези параметри при по-рано построените серии британски броненосци. Така например корабите от типа „Кинг Едуард VII“ имат водоизместимост 16 350 т и стойност 1 475 075 £, „Лорд Нелсън“ – 16 500 т (ръст 1,5%) и 1 651 339 £ (ръст 12%), а „Дредноут“ – 17 900 т (ръст 8%) и 1 783 883 £ (ръст 8%). Линейният кораб като такъв представлява резултат от баланс на въоръженията, защитата и скоростта. Поради ограниченията за водоизместимост на конструкторите на „Дредноут“ се налага най-напред да усилят въоръжението и да повишат скоростта, пожертвайки ръста на защитата.
Принципното отличие на проекта на „Дредноут“ от предходните проекти броненосци става артилерията. На кораба, напълно сравним по водоизместимостта си с класическите ескадрени броненосци, са поставени десет 305-мм оръдия. В същото време броненосците на Великобритания и другите страни носят само четири тежки оръдия и оръдия с междинен калибър. Сами по себе си оръдията на „Дредноут“ не представляват нещо впечатляващо. Това са си все същите 45-калибрени оръдия, които има и на последните британски броненосци от типа „Лорд Нелсън“. Главното е това, че в бордовия залп на „Дредноут“ участват 8 оръдия – два пъти повече, отколкото при „Лорд Нелсън“.
Откровено неудачната страна на проекта е противоминният калибър. 76-мм оръдия са недостатъчни за нанасяне на съществени повреди на съвремените разрушители и в най-добрия случай може да се разчита само на срив на излизането му в торпедна атака. Също неудачно е и разположението на оръдията. Поставените на палубата оръдия са свалени още на ранния период от службата. Разположените върху покривите на кулите на главния калибър предизвикват също маса критика, за това в последващите проекти на британските линкори те са заменени със 102-мм и са поставени в надстройките.
Втората „черешка“ на проекта става високата скорост и използването на турбини. Турбината по сравнение с парната машина обладава по-ниска икономичност на крайцерските скорости, обаче освен това има и ред несъмнени преимущества. При равна мощност турбинната установка има по-малка маса, по-ниска стойност и изисква за обслужването си по-малък брой хора. Използването на турбини позволява да се икономисат 600 т от масата на машинната установка и 1000 т водоизместимост. Освен това турбинната енергетична установка обладава по-голяма надеждност и е по-малко шумна. В изпитателния поход турбинната установка напълно потвърждава своята надеждност. Кораб с бутални машини също може да издържи 7000-милен поход, обаче след него ще му е необходимо пълно преглеждане на механизмите.
В условията на ограничения на ръст във водоизместимост разходът на тегло за бронирането на „Дредноут“ е на остатъчния принцип. И макар неговият конструктор Филип Уотс да доказва, че защитата на „Дредноут“ за сметка на преразпределянето на бронята е еквивалентна на защитата на „Лорд Нелсън“, на места тя е явно по-слаба. Критикува се отказът от горния брониран пояс, частично оправдан с това, че на „Лорд Нелсън“ той защитава системата за подаване към кулите на междинния калибър, докато на „Дредноут“ кулите на главния калибър имат индивидуална защита и необходимост от това няма. Но така от защита са лишени и димоходите, което снижава бойната устойчивост на линкора. На „Дредноут“ е усилена противоторпедната защита чрез поставянето на броневи екрани в района на погребите, но разплатата за това е снижението на дебелината на главния пояс от 305 до 279 мм. Към това главният броневи пояс по височина се състои от два слоя плочи и горният слой плочи има дебелина 203 мм. При пълно натоварване 279-мм пояс влиза под водата и, ако „Дредноут“ влезе в бой веднага след излизането си от базата, неговите бордове ще са прикрити само от 203-мм броня. Обаче обикновено британските линкори влизат в бой след съществен разход на въглища, когато за сметка на изпразването на въглищните бункери долният слой плочи излиза изпод водата. От „Лорд Нелсън“ „Дредноут“ наследява достатъчно странната особеност на бронирането в района на погребите на главния калибър. В района на носовата кула на главния калибър главният пояс изтънява до 229 мм. А в района на кърмовата кула главният пояс завършва на средата на барбета, продължавайки нататък само с пояс със 102-мм дебелина. Това значително отслабва защитата на погребите на крайните кули, като това икономисва само 15 т броня и едва ли може да се обясни с това обстоятелство. Такова изтъняване на бронята на главния пояс в района на погребите също има на следващия проект, линкорите от типа „Белерофонт“ и на първите типове линейни крайцери, но след това вече не се повтаря.
„Дредноут“ е проектиран с оглед на все по-нарастващите дистанции на боя, обаче неговите конструктори не успяват да предвидят ръста на тези дистанции до 60 – 70 кбт. Защитата на „Дредноут“ явно е разчетена за настилните траектории на огъня. На дистанциите от 60 – 70 кбт и нагоре, които стават обичайни по време на Първата световна война, траекторията на падане на снарядите става навесна. Недостатъците в бронирането при такава ситуация стават намаляването на дебелината на барбетите зад броневия пояс, отсъствието на носова траверса и достатъчно тънките броневи палуби. След Ютландското сражение палубите на британските линкори в района на погребите по спешност са усилени с допълнителен слой броня.
„Дредноут“ е построен за феноменално къс срок – „за една година и един ден“ съгласно официалната формулировка. Независимо от това, че този резултат е достигнат благодарение на това, че работите на стапела започват дълго преди официалното залагане, истинското време, отнело строителството, все пак е рекордно за такъв голям кораб.
Впечатляващата концепция и броят на внедрените на този кораб новости, особено единният главен калибър и 21-възловата скорост, правят „Дредноут“ епохален кораб. Неговата конструкция е качествено нова, а неговото име става нарицателно. Всички последващи линкори, построени според тази концепция, започват да се наричат „дредноути“.
Заедно с това самото строителство на „Дредноут“ е подложено на критика. Британия, придържаща се към „двудържавния стандарт“, има най-големия в света флот от броненосци. Появата на качествено новия кораб прави морално остарели всички построени дотогава броненосци, лишавайки Британия от нейното преимущество по море. В крайна сметка за Британия е необходимо да построи линейния си флот отново, което дава на флота на кайзерова Германия шанса да настигне британския флот по брой на линейните кораби. През 1900-те години това положение води до бурна гонка в морските въоръжения. С всеки последващ линкор се стремят да построят по-силен от предходния, което преди началото на Първата световна война довежда до появата на „свръхдредноути“ с оръдия калибър 343 – 381 мм. Но, както правилно отбелязва лорд Фишър, идеята за линкора с еднокалибрена артилерия по това време вече витае във въздуха. Италианецът Куниберти предлага свой проект за бързоходен линкор, а американците даже успяват да поръчат своите първи еднокалибрени линкори от типа „Мичиган“ по-рано от британците – през март 1905 г. Появата на корабите с такова въоръжение е само въпрос на време, а Фишър предвижда тези събития, позволявайки на Британия да стане лидер в гонката на морските въоръжения.
| Сечение по мидъла на капитални кораби, заложени в периода 1905 – 1907 г. | Сечение по мидъла на капитални кораби, заложени в периода 1905 – 1907 г. | Сечение по мидъла на капитални кораби, заложени в периода 1905 – 1907 г. |
| ------------------------------------------------------------------------ | ------------------------------------------------------------------------ | ------------------------------------------------------------------------ |
|                                                                          |                                                                          |                                                                          |
| Броненосец „Лорд Нелсън“                                                 | Линкор „Дредноут“                                                        | Линкор „Вестфален“ (SMS Westfalen (1908)) от типа „Насау“                |

## Аналози

### „Саут Каролина“
В САЩ линкорът с единен калибър на артилерията се разработва по същото време, когато британците проектират „Дредноут“. Конгресът отделя средства за двата нови линкора „Саут Каролина“ и „Мичиган“ даже по-рано от Великобритания – на 3 март 1905 г. Но, за разлика от британския кораб, работите над новия американски проект се водят неспешно. Етапът на ескизното проектиране в САЩ е завършен на 26 юни 1905 г. Детайлната разработка се води от юли до ноември 1905 г., а чертежите са утвърдени на 23 ноември 1905 г. Средствата за строителство са отделени в рамките на 1906 финансова година, завършваща на 30 юни 1906 г., обаче залагането се състои едва през декември 1906 г. Така към времето за влизане в строй на двойката американски линкори, във Великобритания вече са построени четири дредноута и три линейни крайцера.
Към момента на даването на средствата ВМС на САЩ не успяват да обосноват увеличаването на водоизместимостта, за това „Мичиганите“ се строят с действащия за броненосците лимит от 16 000 дълги т. Това обстоятелство предопределя и слабостта на проекта в сравнение с „Дредноут“. „Мичиган“ носи осем 305-мм оръдия спрямо десет на „Дредноут“. Оръдията подобно на „британеца“ са разположени в двуоръдейни кули, обаче заради икономията на водоизместимост американският конструктор Вашингтон Кепс ги разполага по по-изгодната линейно-терасовидна схема – по две кули в носа и кърмата, една над друга. Тази схема, впоследствие се използва на линкорите, и позволява на американския кораб да има същите осем оръдия в бордовия залп, както и при „Дредноут“.
Също както и на британския линкор, спомагателният калибър е представен от 76-мм оръдия. Тяхната ефективност е явно недостатъчна и всички последващи американски линкори получават спомагателна артилерия калибър 127 мм.
Ограничението по водоизместимост води до това, че на линкорите от типа „Саут Каролина“ в някои места дебелината на бронята е намалена в сравнение с броненосците „Кънектикът“. Въпреки това дебелината на главния броневи пояс съставя същите 279 мм, увеличавайки се в района на погребите до 305 мм. Много внимание е отделено на конструктивната подводна защита. Самите американци считат, че по дълбочина и еднородност, за сметка на отказа от бордови кули, тя изглежда по-привлекателна, отколкото на европейските кораби.
Главният недостатък на американския проект е ниската скорост на хода. Американските конструктори, без да имат достатъчно опит в работата с турбини и поставени пред необходимостта да вмъкнат силовата установка в ограничен обем, избират за новия линкор парните машини и доста скромната скорост от 18 възела (33,3 км/ч). В светлината на тези обстоятелства проектът достатъчно скромно се оценява от европейските специалисти, а в годините на войната „Мичиганите“ действат съвместно със старите броненосци в домашни води и не са изпратени в Европа.

### „Насау“
В Германия към проектирането на линкори с единен калибър пристъпват по-късно от британците и американците. Първият проект за линкор с единен калибър (осем 280-мм оръдия) датира от октомври 1905 г. Отговор на британския „Дредноут“ стават четирите линкора от тип „Насау“ от програмата за 1906 г. По предварителни разчети новите германски кораби са значително по-големи от предходните броненосци от типа „Дойчланд“. За щастие на Императорския флот, Германия в началото на XX век провежда обширна програма за развитие на инфраструктурите – удълбочаване на портовете и каналите, разширяване на базите и корабостроителниците. За това към началото на „дредноутната треска“ производствените мощности са готови за строителството на по-големите кораби. С усилията на военноморския министър Тирпиц значително нарастват фондовете, отделяни за строителство – всеки линкор от тип „Насау“ струва на хазната 37 милиона рейхсмарки спрямо 23 млн. за тип „Дойчланд“. Благодарение на тези обстоятелства немските конструктори не са сковани с ограничения във водоизместимостта и първият немски дредноут се оказва по-голям от британския със 700 т нормална водоизместимост.
Независимо от това, че като оръдия на главния калибър се разглеждат и 305-мм оръдия, немските конструктори спират своя избор на 280-мм. Новите 45-калибрени оръдия с новия бронебоен снаряд имат бронепробиваемост при дулния срез от 889 мм стоманена плоча, което е преценено за достатъчно. Отчитайки неудовлетворителното качество на британските снаряди и голямата дебелина на бронята при германските линкори, немските специалисти смятат 280-мм оръдия на „Насау“ за еквивалентни на 305-мм оръдия на „Дредноут“.
За сметка на по-малкото им тегло германските инженери успяват да разположат на новия линкор дванадесет 280-мм оръдия в шест двуоръдейни кули. В същото време в германския флот се отчита възможността за „кучешки бой“, за това е поставено изискването за осигуряване на максимално възможен огън в различни направления. Също се смята, че е необходимо да се осигури „огневи резерв“ – възможност при излизане от строй на оръдията по единия борд да се използват неповредените оръдия на другия борд. За това е избрано хексагоналното разположение на кулите, признато по-късно за нерационално. В крайна сметка бордовият залп на германския линкор съставлява същите осем оръдия, които има и „Дредноут“.
На „Насау“ има противоминна артилерия от два калибъра – 150 и 88 мм. И ако според опита на войната 88-мм оръдия са малкоефективни и представляват малкополезен товар, то 150-мм оръдия се оказват по-добре, отколкото 76-мм и 102-мм оръдия, приспособени за отразяването на торпедните атаки и се използват след това на всички последващи дредноути на Германската империя.
Германците, както и американците, не рискуват да поставят на своите дредноути парните турбини, оставяйки парните машини. Важно обстоятелство, повлияващо върху този избор, става това че използването на парните машини осигурява по-малка дължина на машинните отделения и по-голяма икономичност на силовата установка. Максималната проектна скорост е постановена на 19 възела и по този показател германският дредноут отстъпва на британския си опонент. Основната зона за действие на немските линкори трябва да стане Северно море, за това изискванията за мореходност не са високи, височината на борда, а следователно и относителната маса на корпуса, са по-малки.
Започвайки от „Насау“ отличителната черта на германските линкори става силното брониране и добрата конструктивна подводна защита. При „Насау“ главният пояс има дебелина 270 мм, а на последващите кораби от серията дебелината му е увеличена до 290 мм. При това бронирането се разпределя на по-голяма площ и има по-голяма дебелина. Разбирайки опасността от торпедно-минното оръжие, германските корабостроители отделят много внимание на защитата от подводни взривове. Линкорите получават непрекъсната противоторпедна преграда от корабостроителна стомана с дебелина 30 мм по цялата дължина на машинно-котелните отделения и развита система за борба за живучест.
| Заложен                                      | 1903                                                            | 1903                                              | 1905                                               | 1905                              | 1906                              | 1907                                            |
| Влизане в строй                              | 1906                                                            | 1906                                              | 1908                                               | 1906                              | 1910                              | 1909                                            |
| Водоизместимост, нормална, т                 | 16 256,6                                                        | 13 191                                            | 16 090                                             | 18 400,5                          | 16 256,6                          | 18 873                                          |
| Пълна, т                                     | 17 983,9                                                        | 14 218                                            | 17 820                                             | 22 195,4                          | 17 983,9                          | 20 535                                          |
| Тип СУ                                       | ПМ                                                              | ПМ                                                | ПМ                                                 | ПТ                                | ПМ                                | ПМ                                              |
| Проектна мощност, к.с.                       | 16 500                                                          | 16 000                                            | 16 750                                             | 23 000                            | 16 500                            | 22 000                                          |
| Проектна максимална скорост, въз.            | 18                                                              | 18                                                | 18                                                 | 21                                | 18,5                              | 19                                              |
| Далечина на плаване, мили (на скорост, въз.) | 6620 (10)                                                       | 4800 (10)                                         | ?                                                  | 6620 (10)                         | 5000 (10)                         | 9400 (10)                                       |
| Брониране, мм                                |                                                                 |                                                   |                                                    |                                   |                                   |                                                 |
| Пояс                                         | 279                                                             | 225 (240)                                         | 305                                                | 279                               | 279 305 в района на погребите     | 270 (290)                                       |
| Горен пояс                                   | 179 – 152                                                       | 160 (170)                                         | 203                                                | —                                 | —                                 | 160                                             |
| Палуба                                       | 38 – 76                                                         | 40                                                | 25 – 76                                            | 35 – 76                           | 38 – 63                           | 55 – 80                                         |
| Кули                                         | 305                                                             | 280                                               | 305                                                | 279                               | 305                               | 280                                             |
| Барбети                                      | 254                                                             | 280?                                              | 305                                                | 279                               | 254                               | 265                                             |
| Рубка                                        | 229                                                             | 300                                               | 305                                                | 279                               | 305                               | 400                                             |
| Схема на разположението на въоръжението      |                                                                 |                                                   |                                                    |                                   |                                   |                                                 |
| Въоръжение                                   | 2×2 – 305-мм/45 4×2 – 203-мм/45 12×1 – 178-мм 20×1 – 76-мм 4 ТА | 2×2 – 280-мм/40 14×1 – 170-мм/40 20×88-мм/35 6 ТА | 2×2 – 305-мм/45 10×234-мм/50 24×76-мм 2×47-мм 5 ТА | 5×2 – 305-мм/45 27×1 – 76-мм 5 ТА | 4×2 – 305-мм/45 22×1 – 76-мм 2 ТА | 6×2 – 280-мм/45 12×1 – 150-мм 14×1 – 88-мм 6 ТА |

## Коментари
1. ↑  Директор на департамента по морска артилерия и минно-торпедно въоръжение.
2. ↑  При работа „разнопосочно“ винтовете по десния борд работят както е при преден ход, а по левия – както при заден (или наобратно). На малък ход такъв режим на работа позволява корабът с лекота да завива. Турбините, за разлика от парните машини, много дълго се превключват от преден на заден ход, и работата с тях „разнопосочно“ е практически невъзможна.
3. ↑  В англоезичните източници всички дебелини са дадени в дюймове. Тук са приведени в милиметри, със закръгление.
4. ↑  Листовият прокат и почти целият броневи прокат за „Дредноут“ е доставян маркиран в теглови величини. Това облекчава приемането на материала от корабостроителницата и съблюдаването на тегловата дисциплина, необходима за изключването на строителното претоварване. Номинално 1 дюйм броня съответства на величината 40 lbs/ft² (фунта на квадратен дюйм). На чертежите тази величина често се обозначава просто като XXX lbs, където XXX е тегловата дебелина. С коефициента 40 всички теглови дебелини са преведени в дюймове в англоезичните източници. Обаче фактически това е закръглена стойност, и на 1 дюйм съответства величината 40,42 lbs/ft². Бронята за главния пояс на „Дредноут“ е маркирана като 440 lbs/ft². За това реалната дебелина на пояс на „Дредноут“ не е 11 дюйма, а 10,89 дюйма, или 276,6 мм. Тази забележка е вярна за цялата хоризонтална броня и за част от вертикалната. Единственото изключение от това правило се явяват плочите на вертикалната броня с дебелина 6 дюйма (152 мм) и по-малко – този прокат се маркира в дюймове. Roberts, Dreadnought, 2001, с. 141
5. ↑  На платформата е разположен или едноместният колесен изтребител Sopwith Camel, или двуместният многоцелеви самолет Sopwith 1½ Strutter. Преди запуска на самолета кулата се завърта срещу движението на въздуха (с наслагване на векторите на движение на кораба и вятъра). Самолетът може само да излети от кораба, като няма възможност да кацне. След изпълняване на задачите самолетът трябва да кацне на летище. В случай на аварийно кацане на самолета във водата пилотът може да бъде спасен с лодка. Самолетите трябва да се използват за борба с германските дирижабли или за разузнаване.
6. ↑  Звание в британския флот. Съответства на званието капитан 1 ранг.
7. ↑  Статья H.M.S. Dreadnought (1906) на сайта The Dreadnought Project с препратка към служебното досие на Бартоломео, ADM 196/43. f. 208.
8. ↑  Времето на служба на „Дредноут“ според източника се пресича с времето на служба на кептън Мур. По повод Бартоломео стои само неформална бележка „временно назначен“. На 24 февруари 1909 г. Бартоломео е назначен за командир на крайцера „Дрейк“.
9. ↑  Статия H.M.S. Dreadnought (1906) на сайта The Dreadnought Project, с препратка към служебното досие на Ричмънд, ADM 196/43. f. 205.
10. ↑  Статия H.M.S. Dreadnought (1906) на сайта The Dreadnought Project, с препратка към служебното досие на Фремантъл, ADM 196/42. f. 473.
11. ↑  По данни на The Dreadnought Project, с препратка към служебното досие на Николсън, ADM 196/43. f. 239. – не от 19, а от 17 декември.
12. ↑  По данни на The Dreadnought Project, с препратка към служебното досие на Алдерсона, ADM 196/42. f. 455. – не 10 юни, а 1 юли.
13. ↑  Статия H.M.S. Dreadnought (1906) на сайта The Dreadnought Project, с препратка към служебното досие на Макклинток, ADM 196/43. f. 459.
14. ↑  Статия H.M.S. Dreadnought (1906) на сайта The Dreadnought Project, с препратка към служебното досие на Д’Ает, ADM 196/44. f. 50.
15. ↑  Статия H.M.S. Dreadnought (1906) на сайта The Dreadnought Project, с препратка към служебното досие на Уардъл, ADM 196/44. f. 245.
16. ↑  Статия H.M.S. Dreadnought (1906) на сайта The Dreadnought Project, с препратка към служебното досие на Фицморис, ADM 196/43. f. 289.
17. ↑  Статия H.M.S. Dreadnought (1906) на сайта The Dreadnought Project, с препратка към служебното досие на Коппингер, ADM 196/44. f. 313.
18. ↑  За корабите с парни машини е дадена индикаторна мощност, за „Дредноут“ с парната турбина – мощност на валовете.
19. ↑  При германските кораби първият кораб в серията има малко по-тънко брониране, отколкото останалите. Числото в скоби е дебелина на бронирането за последващите кораби от серията.